# Luciano Castán
Luciano Castán da Silva (Jaú, 13 de setembro de 1989) é um futebolista brasileiro que atua como zagueiro. Atualmente joga pelo Criciúma.

## Carreira

### União São João
Luciano Castán se destacou no União São João, clube que defendeu desde as categorias de base até 2010.

### Santos
No início de 2010, foi emprestado ao Santos até o término do Campeonato Paulista.

### Retorno ao União São João
Após essa rápida passagem no time da Vila Belmiro, retornou ao União São João.

### Ponte Preta e Paraná
Assinou com a Ponte Preta no início de 2011, mas não encontrou espaço na equipe e teve seu contrato rescindido amigavelmente. No dia 17 de fevereiro do mesmo ano, foi contratado pelo Paraná.

### Bragantino
Em 2012, passou a defender o Bragantino.

### Retorno ao Paraná
Em junho de 2015, o zagueiro retornou ao Paraná Clube.

### CSA
No dia 3 de dezembro de 2018, Luciano Castán foi anunciado pelo CSA como reforço para a temporada de 2019.
Em 2019, disputou 52 partidas e foi autor do gol que deu o título do Campeonato Alagoano ao clube. Além do estadual, atuou na Copa do Brasil, Nordestão e Série A do Brasileiro.
Renovou contrato por mais uma temporada e continuou no clube em 2020, quando jogou 49 vezes e marcou dois gols.
Ao todo, disputou 101 partidas pela equipe alagoana em 2019 e 2020, com três gols marcados.

### Coritiba
Em fevereiro de 2021, chegou ao Coritiba. O zagueiro teve destaque na campanha do acesso na Série B, sendo o jogador que mais atuou pela equipe na Segundona, com 36 jogos, além de marcar sete gols no ano e dar uma assistência. Ao final do ano, renovou seu contrato com o Coritiba por mais uma temporada.
Em 2022, o zagueiro disputou a Série A com a camisa do clube, com 35 jogos — o Coxa lutou contra o rebaixamento. Após duas temporadas, Castán deixou o clube no final do ano. No total atuou em 101 partidas e marcou 11 gols com a camisa alviverde.

### Guarani
O defensor chegou ao Guarani no início de 2023, após passagem pelo Coritiba, e assinou até o fim de 2024. No entanto, abriu mão do contrato em março para fechar com o Cruzeiro.

### Cruzeiro
Em março de 2023, assinou com o Cruzeiro até o fim do ano. Em troca, o Bugre ficou com o atacante Bruno José, que teve o contrato de empréstimo renovado até o fim da Série B do Brasileiro e uma compensação financeira.
Marcou seu primeiro e único gol pelo time celeste no dia 1 de outubro, num clássico contra o América-MG.
Ao lado do zagueiro Néris, protagonizou a defesa que foi menos vazada no Campeonato Brasileiro. Deixou o Cruzeiro no dia 11 de dezembro, com destino a Recife para assinar com o Sport.

## Vida pessoal
Luciano Castán é irmão do ex-futebolista Leandro Castán, que também atuava como zagueiro. Ambos são filhos de Marcelo Castan, ex-zagueiro que atualmente mora em Jaú, interior de São Paulo.

## Títulos
Santos
- Campeonato Paulista: 2010[20]

São Bernardo
- Copa Paulista: 2013

CSA
- Campeonato Alagoano: 2019

Coritiba
- Campeonato Paranaense: 2022

Sport
- Campeonato Pernambucano: 2024

Criciúma
- Recopa Catarinense: 2025